# Lodderia waitemata
Lodderia waitemata is een slakkensoort uit de familie van de Skeneidae. De wetenschappelijke naam van de soort is voor het eerst geldig gepubliceerd in 1940 door Powell.